# جون رومانو
جون رومانو (بالإنجليزية: John Romano)‏ هو كاتب سيناريو أمريكي، ولد في 2 أكتوبر 1948.

## وصلات خارجية
- جون رومانو على موقع IMDb (الإنجليزية)
- جون رومانو على موقع قاعدة بيانات الفيلم (الإنجليزية)